# Juan Canut de Bon
Juan Bautista Canut de Bon Gil (València, 1 d'octubre de 1846 - Santiago de Xile, 9 de novembre de 1896) fou un predicador valencià que difongué la seua fe protestant i fundà esglésies evangèliques a Xile durant la segona meitat del segle xix.
Fou el més jove de cinc germans, de família modesta de menestrals, i rebé la seua primera educació en l'Escola Pia de València. Als divuit anys ingressà en la Companyia de Jesús a Balaguer, i després de dos anys de formació, havent professat els seus vots, fou assignat a la sastreria del col·legi jesuític de Tortosa. Posteriorment fou enviat, junt amb altres membres de l'orde, a l'Argentina, on aprengué homeopatia, i després a Xile, on el 30 d'abril de 1871, decebut, es retirà de la Companyia. El 1872 s'establí a Los Andes com a sastre i comerciant de teles, i el 5 d'agost es casà amb Virginia Robles Aguilar, amb qui tingué tres fills.
El 1876 es trobà casualment, en l'andana de l'estació de tren de Quillota, un exemplar del Nou Testament de la Societat Bíblica de Valparaíso; després d'aquesta lectura, que fou per a ell una revelació, el 1880, a San Felipe, va conéixer el predicador presbiterià Robert MacLean, i arran d'aquesta amistat es convertí en el primer predicador de parla hispana d'aquesta doctrina a Xile. Encara tingué alguna vacil·lació: el 1884 demanà ser readmés en l'Església catòlica; però el seu «període catòlic» tingué fi el 1888, quan conegué William Taylor (1821-1902), un pastor metodista estatunidenc que havia predicat a l'Àfrica i a l'Índia entre el 1856 i el 1883.
La manera de predicar de Canut, fogosa i bel·ligerant, va atraure molta gent, però també li valgué moltes burles i li va guanyar molts enemics. Els predicadors presbiterians nord-americans havien estat tolerats fins llavors pel clergat catòlic, però la irrupció d'un predicador que, expressant-se fluidament en espanyol, blasmava els abusos de l'Església romana, de la qual havia renegat, provocà la seua reacció immediata, i això arribà a ser un problema per als presbiterians, que sempre intentaven defugir l'enfrontament directe amb el catolicisme oficial, per temor de ser deportats. Canut començà a perdre els clients del seu negoci, i finalment l'hagué de tancar i anar-se'n de San Felipe. Continuà les seues prèdiques de carrer en ciutats de més al sud, entre sectors de població camperola sobre els quals l'Església catòlica tenia poca influència. Durant cinc anys predicà l'Evangeli i fundà esglésies a Coquimbo, La Serena, Concepción, Traiguén, Angol, Los Ángeles, Victoria i Temuco. Els seus prosèlits rebien l'apel·latiu popular de canutos, que amb el temps es va fer extensiu a tots els protestants, i encara ara, sovint en to burlesc, a qualsevol persona molt religiosa que professa ostentosament la seua religió en públic.
El 1896 es traslladà per motius de salut a Santiago, on va morir. Les seues despulles descansen al patio de los disidentes (on s'enterren els protestants) del Cementeri General de Santiago.

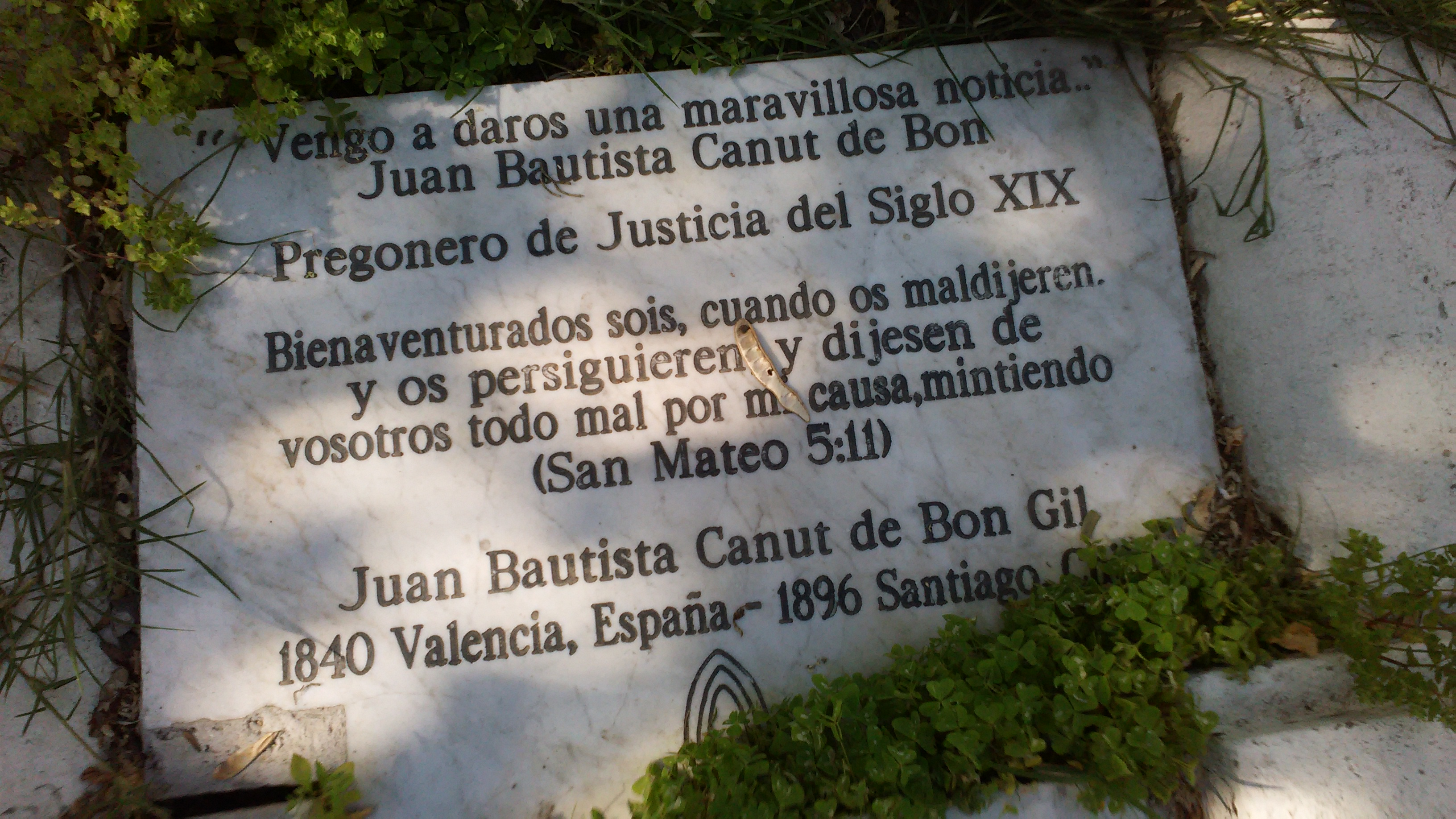
Inscripció en la tomba de Canut de Bon

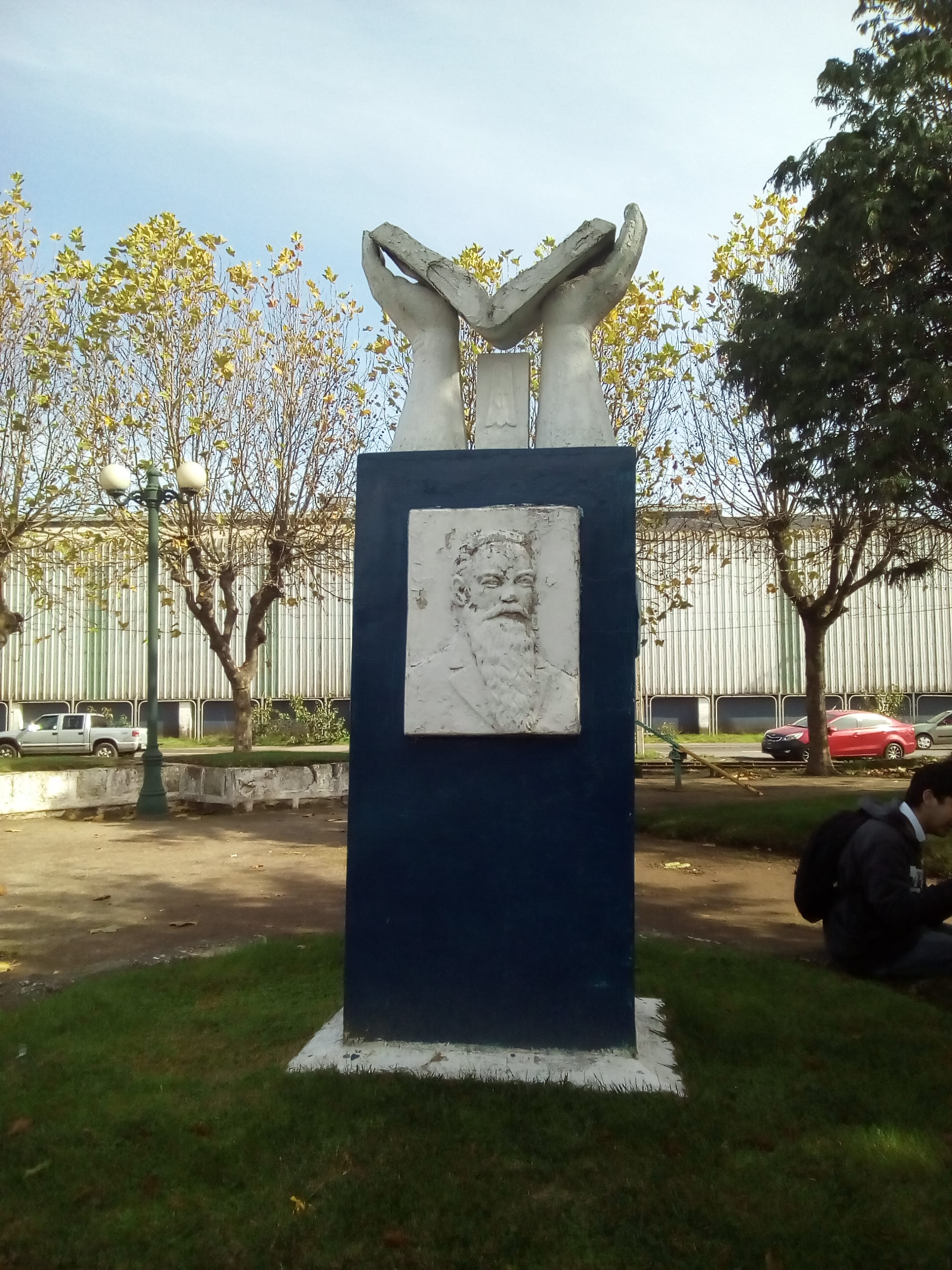
Monument a Canut de Bon en Coronel (Xile)